# Сант'Анджело Романо
Сант'А̀нджело Рома̀но (на италиански: Sant'Angelo Romano, до 1885 г. Sant'Angelo in Capoccia, Сант'Анджело ин Капоча) е малко градче и община в Централна Италия, провинция Рим, регион Лацио. Разположено е на 400 m надморска височина. Населението на общината е 4916 души (към 2010 г.).